# Katharina Prato
Pour les articles homonymes, voir Prato (homonymie).
Katharina Prato, nom de plume de Katharina Pratobevera (1818–1897) est une écrivaine autrichienne de livres de cuisine. En 1858, elle publie Die süddeutsche Küche (en) qui devint extrêmement populaire pendant des décennies, atteignant une 80e édition en 1957,.

## Biographie
Née le 26 février 1818 à Graz, Katharina Pratobevera était la fille de Franz Polt, un gentilhomme autrichien. En tant que membre d'une famille aisée, elle a appris à parler français et à jouer du piano. En 1857, elle épouse Eduard Pratobevera, un officier à la retraite et historien qui souffrait de graves maux d'estomac. Malgré son attention particulière à ses besoins alimentaires, il est mort le 18 décembre de la même année. Les recettes qu'elle a enregistrées pendant la maladie de son mari ont été le début d'une plus grande collection qu'elle a publiée en 1858 sous le nom de Die Süddeutsche Küche (cuisine de l'Allemagne du Sud), aux éditions Leykam (de).
En 1861, elle épouse Josef von Scheiger (de), un ancien ami de son premier mari, qui était directeur postal des provinces de Styrie et Carinthie. En l'accompagnant dans ses nombreux voyages d'affaires, elle a recueilli des recettes des restaurants et des habitants qu'ils ont visités, y compris pour les éditions ultérieures de son livre de cuisine. Ses recettes ne s'adressaient pas aux cuisinières professionnelles mais plutôt aux femmes au foyer qui préparaient elles-mêmes les repas. En conséquence, le travail est devenu beaucoup plus largement utilisé que les livres de cuisine existants qui n'étaient pas écrits comme guides pratiques. Les éditions ultérieures de l'ouvrage ont été soigneusement révisées et développées. Des tables de conversion entre les entre les anciennes mesures de poids et de volume et celles du système métrique y ont été incluses,. En 2006, l'auteur de livres de cuisine Christoph Wagner a publié le Süddeutsche Küche sous le titre Prato. Die gute alte Küche. Der Kochbuchklassiker in kommentierter Neuausgabe (Prato. La bonne vieille cuisine. Le classique du livre de cuisine dans une nouvelle édition commentée). En 2011, 82 éditions ont été publiées, le livre traduit en 16 langues a influencé la cuisine autrichienne plus que tout autre livre de cuisine.
En plus des éditions révisées et augmentées de son livre de cuisine, Katharina Prato a publié en 1873 le premier guide complet de ménage d'Autriche, Die Haushaltungskunde. Ein Leitfaden für Frauen und Mädchen aller Stände. Mit Anwendung des metrischen Maßes und Gewichtes (Entretien domestique. Un guide pour les femmes et les filles de tous horizons. Avec des mesures métriques). Le travail décrit une grande variété d'activités à la maison et au jardin pour les domestiques et les femmes au foyer, avec des conseils sur la nourriture, le service, les vêtements, la lessive, la garde d'enfants, les soins de santé, le jardinage et même les animaux de compagnie.
Katharina Prato a fondé le Verein Volksküche à Graz, une association de soupes populaires, et a soutenu les maisons de retraite pour femmes, les écoles de filles et les jardins d'enfants. Elle est décédée à Graz le 23 septembre 1897.

### Réception en Italie
En 1892, la maison d'édition Styria (de) de Graz, devant le succès considérable rencontré par Die Süddeutsche Küche, publie la version italienne de Süddeutsche Küche, intitulée Manuale di cucina per principianti e per cuoche già pratiche, adaptée à la culture italienne, par Ottilia Visconti Aparnik, qui enseignait la cuisine au Civico liceo femminile di Trieste. Le manuel triestin a obtenu un grand succès, tout comme celui de langue allemande.

## Citation
- « Mon objectif principal était de rendre ce travail utile en tant que "guide pour les débutants", en particulier pour les femmes au foyer. » Katharina Prato, citée par Erika Thümmel (de)

## Œuvre

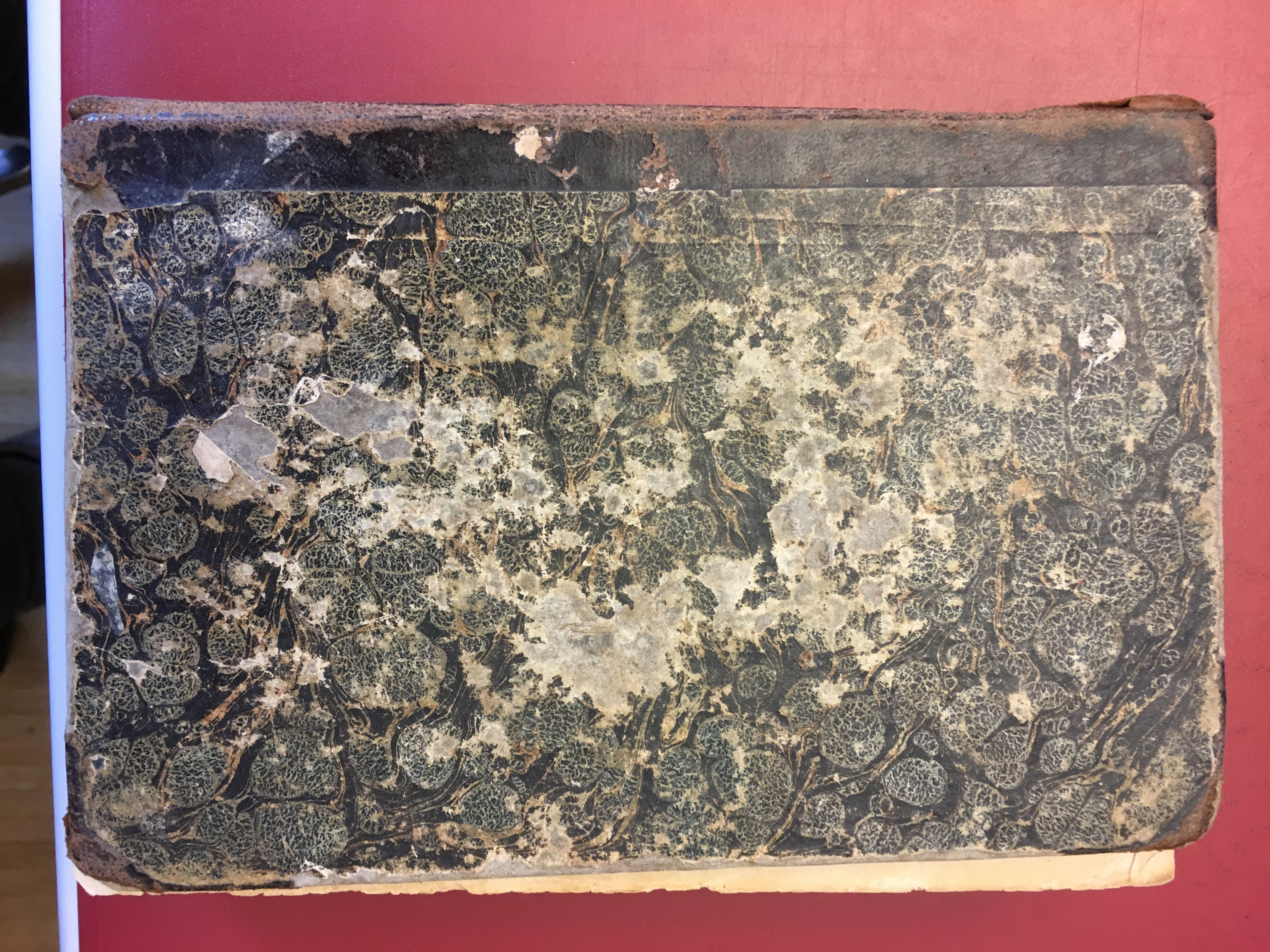
Édition originale du livre de cuisine de Katharina Prato

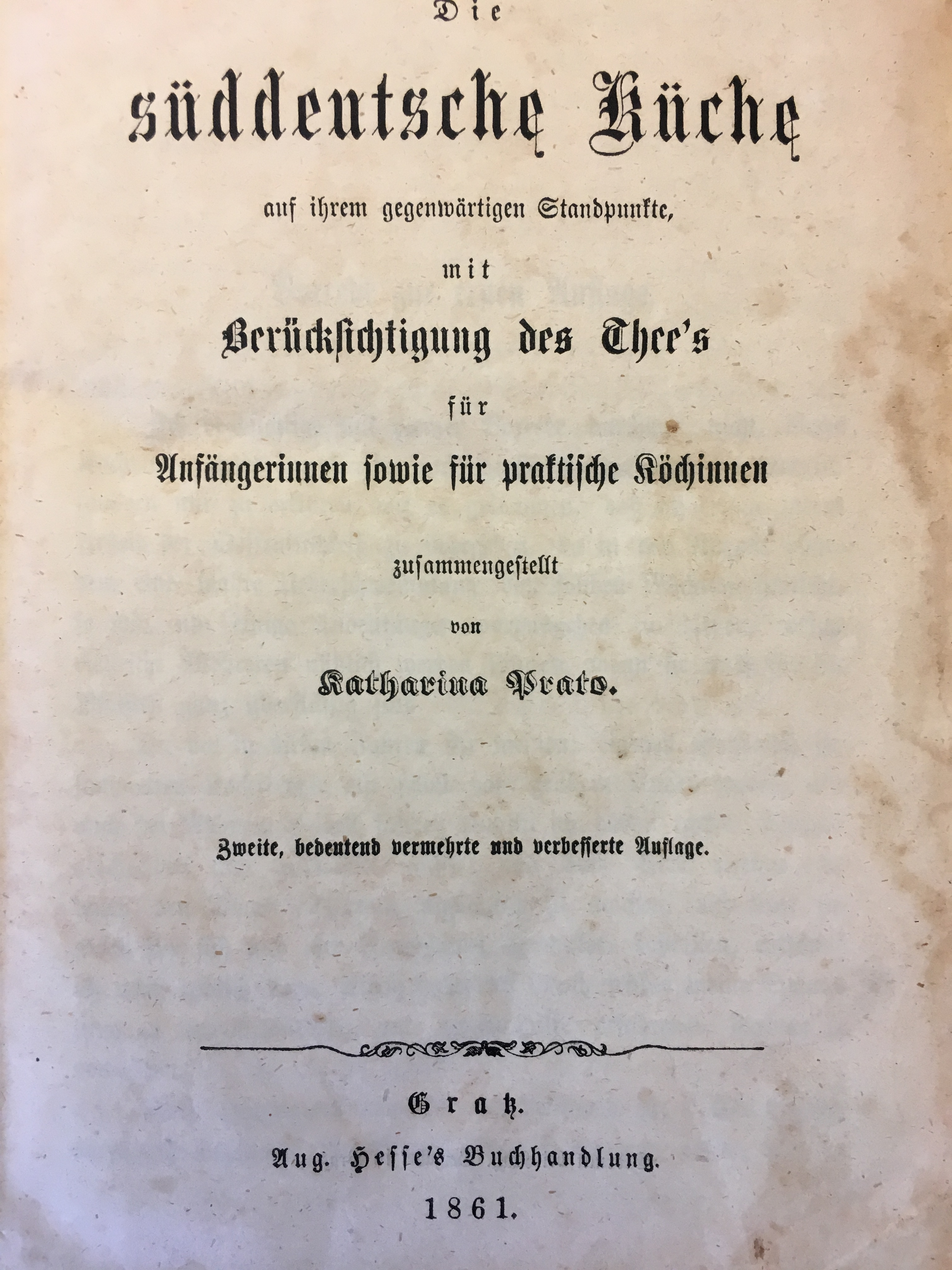
Édition originale

- Die Süddeutsche Küche auf ihrem gegenwärtigen Standpunkte mit Berücksichtigung des Thee’s für Anfängerinnen sowie für prachtische Köchinnen, Leykam, Graz 1858 [lire en ligne]
  - Die Süddeutsche Küche auf ihrem gegenwärtigen Standpunkte mit Berücksichtigung des Thee’s und einem Anhange über das moderne Servieren nach metrischem Maß und Gewicht berechnet für Anfängerinnen sowie für praktische Köchinnen, 21e édition révisée et augmentée, Styria, Graz 1890 [lire en ligne]
  - —, Viktorine von Leitmaier (dir.), Die Süddeutsche Küche. Für Anfängerinnen und praktische Köchinnen, 34e édition révisée et augmentée avec trois planches en couleur et 51 figures, Styria, Graz, 1903 [lire en ligne]
- Kochbuch für Officiers-Menagen, Graz, Hesse, 1866 [lire en ligne]
- Die Haushaltungskunde. Ein Leitfaden für Frauen und Mädchen aller Stände. Mit Anwendung des metrischen Maßes und Gewichtes, Graz, Hesse, 1873 lire sur Google Livres
- Catharina Pratobevera, Eigenschaften, Werth und Darstellung des Fleisch-Extrakts, Gutenberg, Graz 1884, OBV.
- —, Viktorine von Leitmaier (dir.), Prato Küchendienst, der Speiseberater für jeden Tag des Jahres, (Erschienen als Ergänzung zu den „Prato-Kochbuechern“). (Mit zwei Abbildungen im Text), Styria, Graz, 1934, OBV.
- —, Dora Larin-Zelinka (dir.), Die große Prato. Kochbuch der österreichischen und süddeutschen Küche, mit böhmischen, englischen, französischen, italienischen, serbischen und ungarischen Nationalspeisen, Nach dem heutigen Stand d. Kochkunst vollst. neu bearb. v. Dora Larin-Zelinka (= 80. Auf. von Die süddeutsche Küche), Hollinek, Wien, 1957, OBV.
- —, Viktorine Leitmaier (dir.), Dora Larin-Zelinka (Bearb.), Die kleine Prato. Kochbuch für den kleinen Haushalt, 5., gänzlich durchgesehene und verbesserte Auflage, Hollinek, Wien 1966, OBV.
- —, Seraphine Putz (dir.), Herbert Gyß (ill.), Gustav E. Sonnewend (ill.), Mehlspeisen aus Österreich, Tyrolia, Innsbruck/Wien 1995  (ISBN 3-7022-2011-9)
- —, Christoph Wagner (dir.), Die gute alte Küche (Orig.-Ausg.: Katharina von Scheiger: Die süddeutsche Küche), Styria, 2017  (ISBN 978-3-222-14014-3)

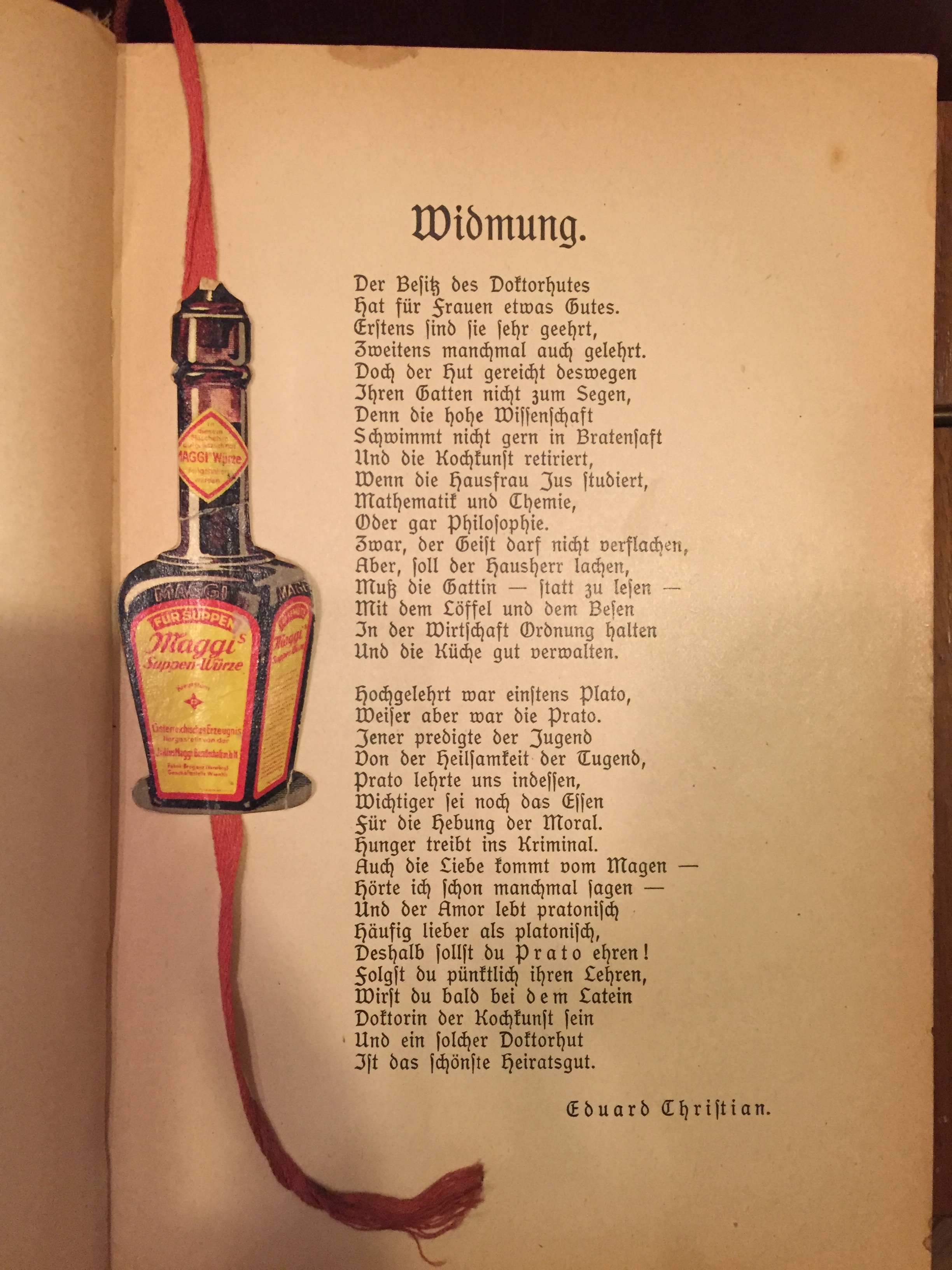
Poème de dédicace d'Eduard Christian, contenu dans l'édition Styria de 1929